# Revolver (vistlipのアルバム)
『Revolver』（リボルバー）は、vistlipの1作目のミニアルバム。2008年4月23日発売。発売元はマーベラスエンターテイメント。

## 解説
- vistlip初となるミニアルバム
- 通常版「lipper」と、「EDY」のvideo clip付き「visiter」の2タイプ発売。

## 収録曲
1. Edy
2. Black Tail
3. the surface
4. Moon Light Snow Rabbit
5. July VIIth.